# Schumann-Heink Corona
Schumann-Heink Corona is een corona op de planeet Venus. Schumann-Heink Corona werd in 1997 genoemd naar de Duitse zangeres Ernestine Schumann-Heink (1861-1936). De corona werd oorspronkelijk Schumann-Heink Patera genoemd.
De corona heeft een diameter van 122 kilometer en bevindt zich in het quadrangle Pandrosos Dorsa (V-5).